# Козярники
Козя́рники (бел. Казя́рнікі, пол. Koziarniki) — деревня в Сморгонском районе Гродненской области Белоруссии.
Входит в состав Жодишковского сельсовета.
Расположена в северной части района на правобережьи реки Вилия. Расстояние до районного центра Сморгонь по автодороге — около 21 км, до центра сельсовета агрогородка Жодишки по прямой — чуть менее 2,5 км. Ближайшие населённые пункты — Жодишки, Плавушка, Погорье.
Согласно переписи население Козярников в 1999 году насчитывало 45 человек.
Через деревню проходит грунтовая автомобильная дорога местного значения Н7380 Буянцы — Погорье — Козярники.
Через деревню проходят регулярные автобусные маршруты:
- Сморгонь — Лылойти
- Сморгонь — Нестанишки
- Сморгонь — Сыроватки

В одном километре от Козярников, на берегу Вилии находятся руины железнодорожного моста и переправы времён Первой мировой войны. Также неподалёку от деревни находятся руины часовни-усыпальницы (XIX век) бывшей усадьбы Тупальщина.